# Музей на град Кратово
Музеят на град Кратово (на македонска литературна норма: Музеј на град Кратово) е исторически и етнографски музей в осоговското градче Кратово, Северна Македония.
Разположен е в центъра на града, в реставрирана стара турска къща, която е обявена за паметник на културата. Под сградата е бил разположен старият османски затвор. Сбирката на музея се състои от археологически, исторически и етнографски експонати. Към музея има и отдел за консервация.